# Casa al carrer del Pou Comú, 31 (Borrassà)
La Casa al carrer del Pou Comú, 31 és una obra eclèctica de Borrassà (Alt Empordà) inclosa a l'Inventari del Patrimoni Arquitectònic de Catalunya.

## Descripció
Casa cantonera situada al centre del poble, de planta baixa i dos pisos i amb la coberta terrassada. La casa conserva el seu paredat original, de pedres sense escairar. La planta baixa té la porta d'accés en arc rebaixat, de grans dimensions. Totes les obertures de la façana estan decorades per unes pilastres amb fust estriat i una llinda decorada amb una flor al centre., amb un balcó suportat per mènsules i amb una barana de ferro forjat decorada amb elements geomètrics. La barana de la terrassa està decorada sota la balustrada amb peces ceràmiques.